# 罗夫莱达
罗夫莱达，是西班牙卡斯蒂利亚-莱昂萨拉曼卡省的一个市镇。 总面积79平方公里，总人口579人（2001年），人口密度7人/平方公里。